# Elsagården

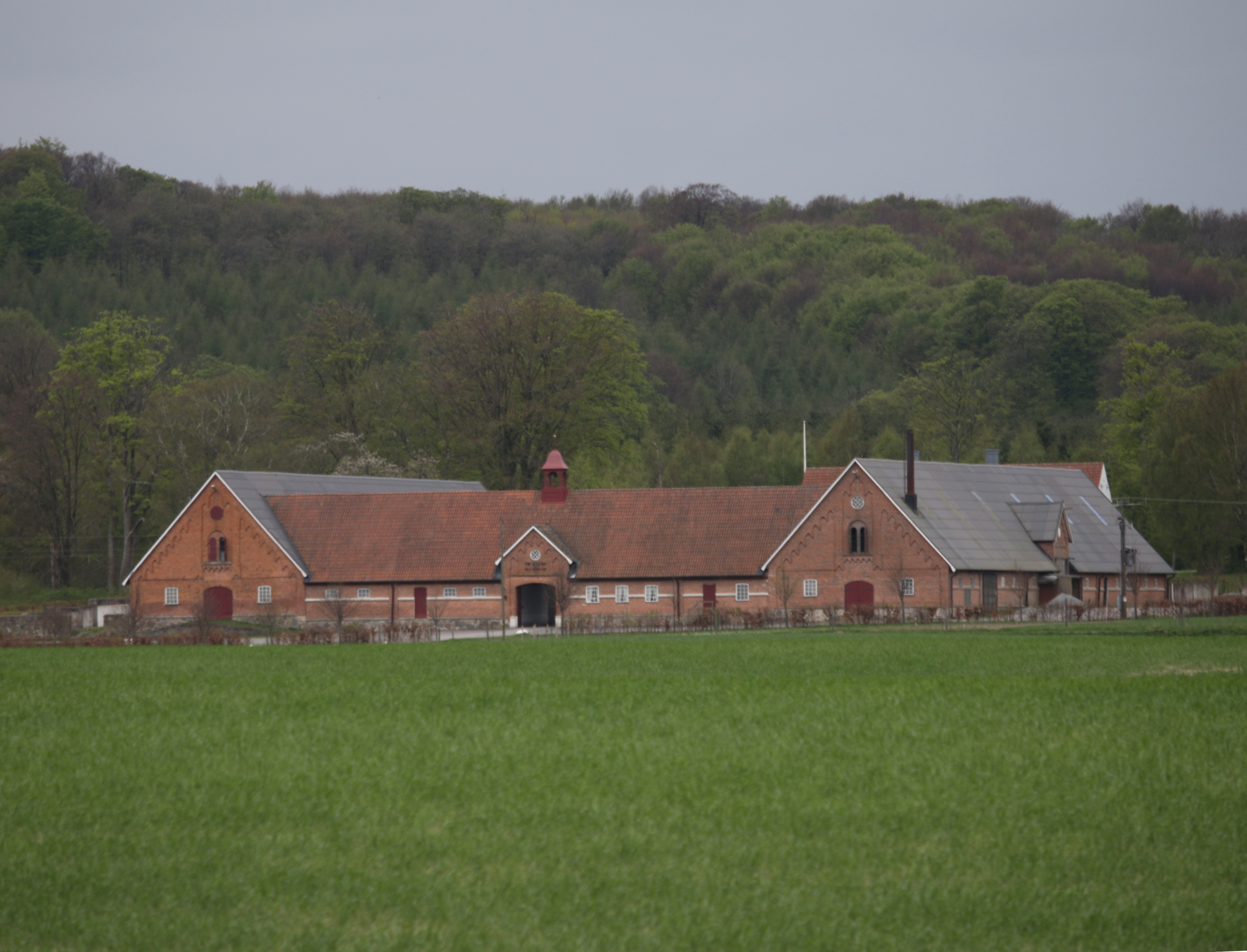
Elsagården

Elsagården är ett skogs- och lantbruk en kilometer söder om Blentarp i södra Skåne. År 1788 köpte greve Carl Gustaf Piper på Sövdeborg bland annat den mark som sedermera blev Elsagården och idag omfattar drygt tusen hektar.
1860 avskildes Bellinga och Ågerup från Sövdeborg till Elisabeth Piper (gift med ambassadör Carl Fredrik Hochschild) genom arv. Hon bildade Elsagården 1872 genom sammanslagning av ett antal frälsehemman i Lerhults by. Elisabeth Piper lät därefter 1875 uppföra den stora, U-formade ekonomibyggnaden på Elsagården samt det motstående u-formade bostadshuset som därefter kom att utgöra gårdens brukscentrum.
Gården rubricerades i kyrkoböckerna under 1870-talet som Lerhults gård och från 1880-talet finner man namnet Elsagården. Namnet är troligtvis en avledning av ägarinnan Elisabeth Pipers förnamn. Ett vanligt skick för de nyuppförda plattgårdarna under 1800-talet var att de namngavs efter godsägarinnan eller någon av döttrarna inom godsägarfamiljen.
Elsagården bedrevs på den tiden nästan uteslutande med statare, som arbetskraft som bodde på ett flertal tillhörande gårdar (Lihult, Bosarps utmark, Hylla 2, Hylla 3, Hylla gård, Kogshult, Blentarp 4, Skälbäckshus, Hylla smedja, jägarhuset, Dössjö 37 m.fl).
Under stora delar av 1900-talet var Elsagården utarrenderad av ägarfamiljen Piper och fungerade som en egen enhet. Först 1976 då Christina (född Piper) ärvde både Ågerup och Elsagården slogs arbetsstyrkorna samman och gårdarna drevs i gemensam regi fram till 2005. Nu drivs jordbruket genom ett driftsbolag, Å.R.E. HB, tillsammans med Ågerup och Rydsgårds gods.
Huvudbyggnaden har på senare år genomgått en större förändring då mittkroppen revs för att ge plats åt en ny huvudbyggnad, ca 25 meter västerut, som stod klar 2010. Vingarna på det gamla boningshuset bevarades och fungerar nu som flygelbyggnader. Den stora ekonomibyggnaden brann till stora delar 1988, men har varsamt återuppbyggts igen till sin ursprungliga exteriör.